# AS Police (Gabun)
Der AS Police war ein gabunischer Fußballklub mit Sitz in der Hauptstadt Libreville.

## Geschichte
Der Klub wurde im Jahr 1958 gegründet. In der Saison 1971/72 gewann man die Meisterschaft im Championnat de l'Estuaire, dem Vorgänger des heutigen Championnat National D1. 1974 wurde der Verein aufgelöst.